# Familjen Holstein-Gottorp
Familjen Holstein-Gottorp är en svensk komediserie som hade premiär 13 januari 2013 på TV4. Serien handlar om den fiktiva kungafamiljen Holstein-Gottorp med Johan Ulveson, Sissela Kyle, Robin Stegmar och Cecilia Forss i huvudrollerna. Jacob Seth Fransson, Ola Norén och Per Gavatin står för manus och Seth Fransson, Norén och Mårten Klingberg står för regi. Serien spelades in på Salsta slott utanför Vattholma.
Signaturmelodin är Fanfare-Rondeau av Jean-Joseph Mouret.
Serien är tänkt att vara ett lättsamt och humoristiskt exempel på så kallad alternativhistoria; hurdan kungafamilj skulle Sverige kunnat ha haft om ätten Bernadotte aldrig bestigit tronen?  Man föreställer sig att Karl XIII:s son, Karl Adolf, som föddes och avled 1798, hade fått leva, och Holstein-Gottorpska ätten fortfarande hade suttit på Sveriges tron.

## Rollista
- Johan Ulveson som Kung Erik XV
- Sissela Kyle som Drottning Ulrika
- Robin Stegmar som Kronprins Oscar
- Cecilia Forss som Prinsessan Lovisa
- Lisa Linnertorp som Tova Unger
- Arne Wiig som Adjutant Björkman
- Ola Norén som Torbjörn Åkesson
- Magnus Roosmann som Riksmarskalk Streiffert
- Christer Fant som Philip "Foffe" von Fersen
- Adam Pålsson som Jimmy Jonsson
- Johan Rabaeus som Statsminister Sten Rosenberg
- Leif Andrée som Kökschef Gustaf

## Avsnitt
| Nr | Titel       | Regisserad av       | Manus av            | Sändningsdatum  | Tittarantal (miljoner) |
| --- | ----------- | ------------------- | ------------------- | --------------- | ---------------------- |
| 1 | "Avsnitt 1" | Jacob Seth Fransson | Ola Norén           | 13 januari 2013 | 1,18                   |
| Kung Erik försöker lista ut vem som är vem av sina två trädgårdsmästare Nisse och Sven, framför allt när en av dem snart ska gå i pension, drottning Ulrika vill införskaffa en fontän till slottet och prinsessan Lovisa misstänker att någon i vänkretsen läcker ut information om kungafamiljen. |             |                     |                     |                 |                        |
| 2 | "Avsnitt 2" | Jacob Seth Fransson | Ola Norén           | 13 januari 2013 | 1,13                   |
| Kungaparet har middag med bland annat regeringen, prinsessan Lovisas hemliga pojkvän vill offentliggöra deras förhållande och kronprins Oscar går på dejt. |             |                     |                     |                 |                        |
| 3 | "Avsnitt 3" | Mårten Klingberg    | Jacob Seth Fransson | 20 januari 2013 | 806 000                |
| Dagens Nyheter ska göra ett reportage om kung Erik men ett missförstånd uppstår, drottning Ulrika och prinsessan Lovisa pratar ut om Jimmy och kronprins Oscar besöker en cementfabrik med Finlands handelsminister.                                                                                |             |                     |                     |                 |                        |